# Загайтанский исар
Загайтанский исар — археологический памятник, включающий развалины двух разновременных средневековых укреплений (VI—VII и XV века), расположенных на юго-западе Крымского полуострова, на территории Балаклавского района Севастополя, на западном мысе Загайтанской скалы южнее крепости Каламита. Распоряжением Правительства Российской Федерации № 2073-р от 17 октября 2015 года исар объявлен памятником археологии Федерального значения.

## Описание
На обрывистом мысе Загайтанской скалы сохранились в (виде каменного вала высотой 1,5-2 метра, толщина стены была 1,9-2,2 метра) остатки раннесредневековой стены, длиной 300 метров, огораживавшей с напольной стороны крепость площадью 3,6 гектара. Замок XV века имел стену длиной 95 м и толщиной 1,65—2 м. Вдоль стены замка был ров, на юге — выступающая почти на 5 м трапецевидная башня, вход в замок, шириной 3 м располагался в западной стене. Исследованиями 2017 года установлено, что старая крепость существовала в VI—VII веке и соответствует поздневизантийсому периоду истории Крыма. Замок построен примерно в середине XV века владетелями Феодоро (в феодоритской строительной традиции), видимо, одновременно с возрождением крепости и порта Каламита. Замок прекратил существование во время завоевания Феодоро османскими войсками в 1475 году, причём, судя по отсутствию следов пожара, был просто покинут и больше не использовался.

## История изучения
Загайтанское укрепление открыто Л. Н. Соловьёвым в 1924 году, зафиксировавшим остатки двух стен, пересекающих мыс с севера на юг и одной башни. Толщина внутренней стены (трёхслойная двухпанцирная кладка с забутовкой) 1,8 м, башня (на южном фланге) имела размеры примерно 7 на 8 м. Памятник был также обследован в 1937 году экспедицией В. П. Бабенчикова, который датировал укрепление XIII веком и отмечал следы второй оборонительной стены, толщиной 2,5 м, сложенной насухо из больших слабо обработанных камней, отгораживавшей вдвое большую площадь.
В 1950 году объект обследовался Инкерманской экспедицией Музея пещерных городов Крыма Веймарна, который считал укрепление таврским. Один из выводов исследования — отсутствие культурного слоя и какого-либо датирующего материала. Виктор Леонидович Мыц считает, что на плато существовали укрепление IX—X века и замок, построенный в XV веке.